# Pinus rigitaeda
Pinus rigitaeda là một loài thực vật hạt trần trong họ Pinaceae. Loài này được S.K.Hyun & Ahn mô tả khoa học đầu tiên năm 1959.